# Joël Franka
Pour les articles homonymes, voir Franka (homonymie).
Joël Franka, né à Libramont, est un réalisateur, scénariste et monteur belge.

## Biographie
Joël Franka est diplômé en journalisme et communication. Il crée, en 1998,  la structure de post-production ADN Studio. Il y travaille comme chef monteur sur des clips musicaux (Faudel, Beverly Jo Scott, Arno...)[Interprétation personnelle ?], des spots publicitaires (Peugeot, Belgacom, La vache qui rit...)[Interprétation personnelle ?], des films corporate (Sabena, Toyota, IBM...)[Interprétation personnelle ?], des documentaires[Interprétation personnelle ?]. Il est aussi le monteur attitré sur l'émission: Rendez-vous en terre inconnue.
En 2006, il devient également réalisateur. Plusieurs films publicitaires et documentaires sont à son actif[Interprétation personnelle ?]. L'année suivante, il réalise un moyen métrage: La sortie primé à plusieurs reprises[réf. incomplète]. 
En 2013, son premier long métrage, Une chanson pour ma mère, sort au cinéma en Belgique et en France.

## Filmographie

### Moyen métrage
- 2007 : La sortie

### Long métrage
- 2013 : Une chanson pour ma mère

## Distinctions

### Récompenses
- 2013 : Prix du Public et de la Ville de Mons au Festival international du film d'amour pour Une chanson pour ma mère
- 2014 : Magritte du Premier film pour Une chanson pour ma mère
- Second meilleur film au RHIFF de Toronto pour La sortie
- Meilleur montage au Sapporo International Short Film Festival pour La sortie
- Prix pour la vision artistique à Aarhus (Danemark) pour La sortie
- Meilleur court métrage à l’Eugene international film festival pour La sortie
- Meilleure narration au DeadCenter Film Festival d’Oklahoma City pour La sortie

### Nominations
- 2013 : sélectionné pour le Festival de l'Alpe d'Huez pour Une chanson pour ma mère